# Eastbourne
Eastbourne is een city en een Engels district in het shire-graafschap (non-metropolitan county OF county) East Sussex en telt 103.000 inwoners. De oppervlakte bedraagt 44 km².
Onder meer door de aanleg van een spoorlijn naar Londen werd Eastbourne een herkenbare badplaats in Victoriaanse stijl. Even ten westen van de stad ligt kaap Beachy Head. In de stad is een kleine Strict Baptists-gemeente.
Eastbourne is bekend door de jaarlijkse tennistoernooien voor heren en dames, respectievelijk het ATP-toernooi van Eastbourne en het WTA-toernooi van Eastbourne.

## Demografie
Van de bevolking is 24,7% ouder dan 65 jaar. De werkloosheid is met 4,1% lager dan het landelijke gemiddelde van 4,4% voor Engeland en Wales (cijfers volkstelling 2015).

## Bekende inwoners van Eastbourne

### Geboren
- Frederick Gowland Hopkins (1861-1947), biochemicus en Nobelprijswinnaar (1929)
- Frederick Soddy (1877-1956), radiochemicus en Nobelprijswinnaar (1921)
- Rumer Godden (1907-1998), schrijfster
- Leapy Lee (1939), zanger
- Angela Carter (1940-1992), schrijfster
- Theresa May (1956), politica

### Elders geboren
- John Bodkin Adams (1899-1983), van moord verdachte arts, werkzaam in Eastbourne
- Claude Debussy (1862-1918), Frans componist, voltooide hier in 1904 zijn La Mer
- Aleister Crowley (1875-1947), schrijver, occultist en bergbeklimmer
- Solomon March (1994), voetballer